# Personaggi minori di Batman
Questa voce raccoglie i personaggi dei fumetti DC Comics, ricorrenti principalmente nelle storie con protagonista Batman.

## Bat-Family

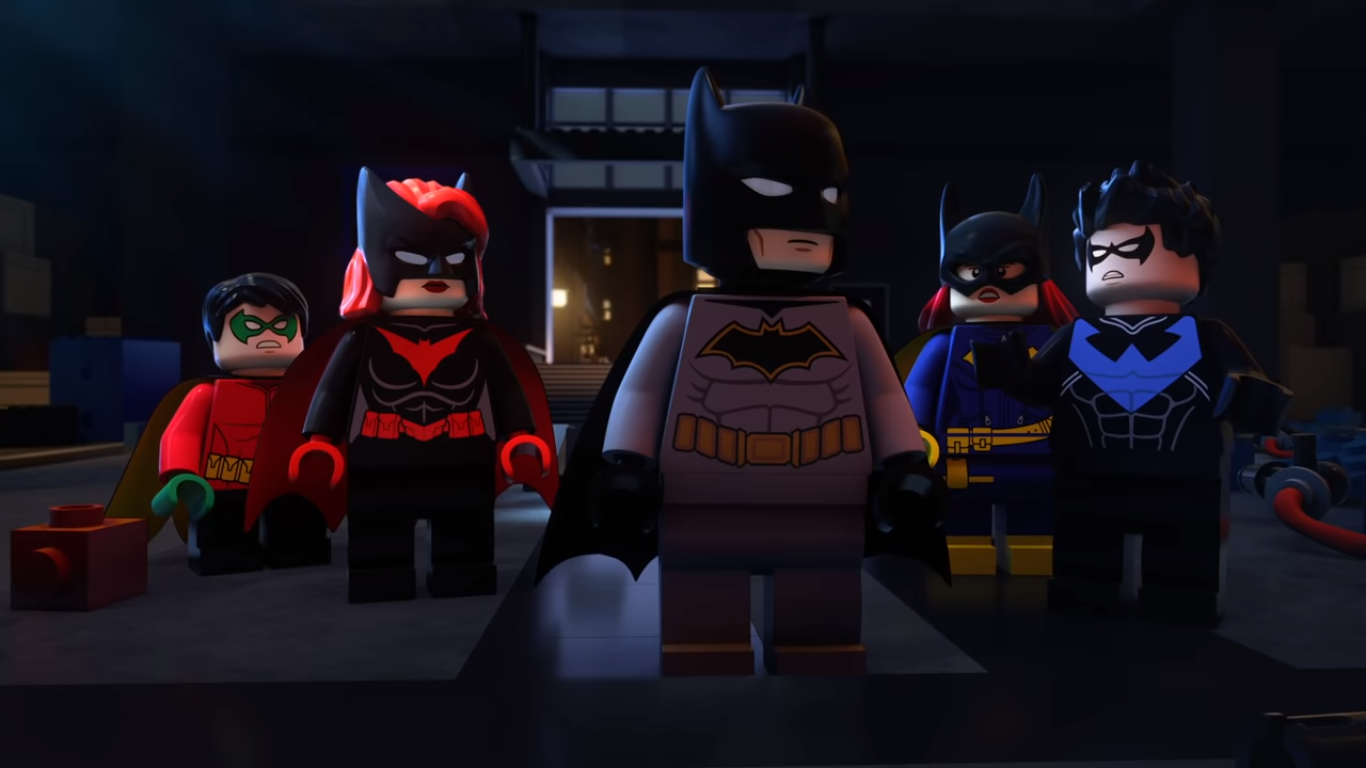
La Bat-Family nel film d'animazione LEGO DC Batman e i problemi di famiglia

### Harold Allnut
- Prima apparizione: The Question n. 33 (1989)

Harold Allnut è un meccanico-inventore muto e gobbo al servizio di Batman. Dapprima ingaggiato dal Pinguino, viene salvato da Batman e poi ospitato in una sezione sotterranea della Batcaverna. Viene allontanato da Jean Paul Valley quando questi diviene il nuovo Batman (Knightquest), e viene poi ucciso da Hush.

### Jason Bard
- Prima apparizione: Detective Comics n. 392 (1969)
- Autore: Frank Robbins

Jason Bard è un detective che viene ingaggiato da Batman per investigare, durante il giorno, sulla morte di Orca.

### Batwing
- Alter Ego: David Zamvimbi
- Prima apparizione:: Batman Incorporated #5 (Maggio 2011)
- Autori: Grant Morrison e Chris Burnham

David Zamvimbi è un poliziotto della cittadina immaginaria di Tinasha, Repubblica Democratica del Congo. Viene arruolato da Batman per diventare un membro della sua squadra, la Batman Incorporated, per fermare il piano folle della cellula terroristica globale nota come Leviathan. Zamvimbi è un esperto di arti marziali, sebbene debba ancora allenarsi molto nel migliore le sue doti psicofisiche. Per questo motivo, Batman dona a David un'armatura ipertecnologica, con capacità di forza e resistenza sovrumana, equipaggiata con vari armamenti tra cui onde soniche, laser, esplosivi, tranquillanti, capacità di emanare energia e scariche elettriche (energy blast), e capacità di volare ad alta velocità tramite i repulsori. Prende il nome da battaglia Batwing (che è anche il nome di svariati velivoli di Batman), divenendo un attivo e degno alleato di Batman.

## Amori

### Julie Madison
- Prima apparizione: Detective Comics n. 31 (settembre 1939)

Julie Madison è un'attrice, conosciuta anche come Portia Storme, che Batman salva quando viene rapita dal Monaco, e che è oggetto della vendetta di Basil Karlo (il primo Clayface) quando questi cerca di uccidere i componenti del remake del suo film.
Ricomparirà in storie più recenti con una nuova fisionomia: il personaggio è ora una studentessa di legge, figlia di Norman Madison, uomo d'affari che deve soldi al boss Sal Maroni, il quale finisce con l'ucciderlo. Julie lascerà poi Bruce e andrà in Africa.
Altri media
Nel film Batman & Robin (1997) è la fidanzata ufficiale di Bruce Wayne, ed è interpretata da Elle Macpherson.

### Vicki Vale
- Prima apparizione: Batman n. 49 (ottobre-novembre 1948)
- Autori: Bob Kane e Bill Finger

Victoria "Vicki" Vale è una giornalista della Gotham Gazette. Per il personaggio, Bill Finger si ispirò ad una stella nascente del cinema hollywoodiano, Norma Jean Baker (nota in seguito come Marilyn Monroe).
In All Star Batman & Robin the Boy Wonder, scritta da Frank Miller e disegnata da Jim Lee, Vicki viene riproposta con toni decisamente più provocanti.
Altri media
- Nel film Batman (1989) è interpretata da Kim Basinger e ha una relazione con Bruce Wayne.
- Nel film d'animazione Batman contro Dracula è una reporter televisiva, doppiata nell'originale da Tara Strong.
- Appare nei videogiochi Batman: Arkham City (2011), Batman: Arkham Origins (2013) e Batman: Arkham Knight (2015)

### Dr. Chase Meridian
Interpretata da Nicole Kidman, appare solo come protagonista femminile nel film Batman Forever.
Chase è stata creata appositamente per il film dagli sceneggiatori Janet e Lee Batchler, poiché pensavano che sarebbe stato più interessante far uscire Bruce Wayne con una psicanalista piuttosto che strappare un tipico interesse amoroso da mondanità dai fumetti. Kidman ha descritto il personaggio come una «criminologa che ha dei perfetti capelli biondi e le labbra rosse, e indossa questo tipo di vestiti neri attillati. Quindi è una dicotomia: hai la psicologa del crimine che si veste come Jessica Rabbit».
Chase è una bellissima e affascinante psicologa che lavora con la polizia di Gotham City e si innamora sia di Batman che di Bruce Wayne. Assiste Bruce nell'analizzare una serie di minacce sconcertanti inviategli dall'Enigmista e assiste anche alla morte dei genitori di Dick Grayson (Robin) da parte di Due Facce. Più tardi, scopre che Bruce è Batman dopo che l'ha invitata e le dice come ha trovato la grotta, e viene rapita dall'Enigmista e Due Facce in una trappola progettata per far scegliere a Batman tra lei e Robin. Nella tana dell'Enigmista, è incatenata al divano prima che Batman arrivi e quando dice che Batman verrà per lei, a cui l'Enigmista afferma che «ci conta». Lei e Robin sono entrambi posti in barattoli di vetro, legati e imbavagliati, sopra una fossa d'acqua e punte di metallo, con l'Enigmista in grado di rilasciarli con il semplice tocco di un pulsante. Ha in programma di determinare se Batman e Bruce Wayne possono coesistere, se Batman salverà l'amore di Bruce o il partner del Cavaliere Oscuro. Batman li salva entrambi dopo aver distratto l'Enigmista fornendogli un indovinello, e avendo così il tempo di distruggere il dispositivo, dopodiché Chase promette di mantenere segreta la sua identità. Visita l'Enigmista dopo che lui urla nel manicomio che conosce l'identità di Batman, ma quando glielo chiede, dice «Io sono...» e mostra di aver fatto ali di pipistrello dai suoi vestiti. Fuori Arkham, Chase incontra Bruce e dice che il suo segreto è al sicuro mentre si baciano. Quindi sale in macchina con Alfred mentre Batman e Robin partono per pattugliare Gotham.
Il suo nome è un gioco di parole; come psicologa innamorata di Bruce Wayne/Batman, "insegue" costantemente il "mezzo" psicologico del suo amante, cercando di riconciliare le sue due metà in un amante completo. In un'intervista, Kidman ha commentato che le è piaciuto interpretare Meridian come una damigella in pericolo, poiché le ha dato esperienza per ruoli simili in futuro. Tuttavia, nonostante la performance della Kidman è stata accolta favorevolmente, critica e pubblico hanno citato il personaggio come «sexy ma stupido». Una versione del Dr. Chase Meridian viene introdotta nella continuità principale della DC Comics con la trama Herded Limits in Legends of the Dark Knight. Il personaggio è visivamente reimmaginato come una donna dalla pelle scura e dai capelli rossi per evitare di pagare Nicole Kidman per i diritti d'autore.

### Rachel Dawes
Interpretata da Katie Holmes e Maggie Gyllenhaal, è la protagonista femminile nei film Batman Begins e Il cavaliere oscuro, primi due capitoli della trilogia del cavaliere oscuro.
In Batman Begins, Rachel è l'amica d'infanzia di Bruce Wayne, ora assistente procuratore distrettuale di Gotham City. Durante il film, Bruce la salva da un attacco di due criminali inviati da Carmine Falcone per ucciderla, cercando di impedirle di perseguitarlo. Dopo aver scoperto che Bruce è Batman, gli dice che non potrà stare con lui fino al momento in cui Gotham non avrà più bisogno di Batman. 
In Il cavaliere oscuro, Rachel ha una relazione con Harvey Dent. Nel corso del film, sta per accettare di sposare Dent e scrive una lettera a Bruce Wayne raccontandole la sua scelta, riflettendo che, credendo che un giorno in cui Gotham non avrà più bisogno di Batman, non crede più che ci sarà un momento in cui Bruce non avrà più bisogno di Batman. Tuttavia, la mafia rapisce sia Rachel che Harvey, provocando la morte di Rachel in un'esplosione mentre Harvey viene salvato accidentalmente da Batman, poiché il Joker aveva mentito scambiando gli indirizzi di Rachel e Harvey. In seguito Alfre brucia la lettera in modo che Bruce creda che Rachel lo avrebbe scelto, riflettendo che a volte le persone hanno bisogno di credere che la loro fede sarà ricompensata, anche se in Il cavaliere oscuro - Il ritorno, ambientato otto anni dopo, Alfred rivela la verità a Bruce, ancora in lutto nel tentativo di convincerlo ad abbandonare il mantello di Batman, cosa che fa alla fine del film, iniziando una relazione con Selina Kyle.

### Andrea Beaumont
Nel film d'animazione Batman - La maschera del Fantasma, la maggior parte della relazione tra Bruce Wayne e Andrea è raccontata attraverso diversi flashback.
Andrea è stata un fattore importante durante la lotta di Bruce per diventare Batman. Bruce voleva rinunciare a essere Batman per stare con lei, ma alla fine perse la speranza di una vita normale e divenne Batman dopo che lei e suo padre Carl si trasferirono in Europa per evitare la mafia di Salvatore Valestra. Dieci anni dopo, diventa il Fantasma (o Angelo della Morte) per vendicare la morte di suo padre per mano della banda di Valestra, principalmente il membro che ha ucciso suo padre e che alla fine sarebbe diventato l'acerrimo nemico di Batman, il Joker.

### Silver St. Cloud
- Prima apparizione: Detective Comics n. 470 (giugno 1977)
- Autori: Steve Englehart (testi), Marshall Rogers (disegni)

Silver St. Cloud (o Silver Saint Cloud) scopre l'identità segreta di Batman, mantenendo una relazione con Bruce Wayne.

### Rachel Caspian
- Prima apparizione: Batman: Year Two (giugno 1987)
- Autore: Mike W. Barr

Rachel Caspian, figlia di Judson Caspian, è una ragazzina che perde la madre in seguito ad una rapina. Il padre decide di diventare il vigilante Mietitore, mentre lei decide di prendere i voti. Anni dopo, grazie a Leslie Thompkins, la donna conosce Bruce Wayne e se ne innamora; pronta ad abbandonare la vocazione per sposarlo, quando vengono alla luce i delitti compiuti dal padre, decide di allontanarsi da Gotham e farsi suora definitivamente.
In seguito, quando pare che il Mietitore abbia ricominciato a "fare giustizia", Rachel fa subito ritorno in città per sapere se si tratta veramente del padre, e Batman le impedisce di diventare a sua volta una sua vittima.

### Shondra Kinsolving
- Prima apparizione: Batman n. 486 (novembre 1992)
- Autori: Doug Moench (testi), Jim Aparo (disegni)

Shondra Kinsolving è la sorella del criminale Benedict Asp. Quando la donna, dotata di poteri psichici, aiuta Batman (ferito dopo lo scontro con Bane), viene rapita dal fratello ed i suoi poteri vengono sfruttati per scopi malvagi. Batman la rintraccia e la salva, ma Shondra ha ormai abusato delle sue abilità e le sue capacità mentali regrediscono a quelle di una bambina.

### Vesper Fairchild
Vesper Fairchild, conduttrice radiofonica, si lega sentimentalmente a Bruce Wayne durante la saga Terra di Nessuno.
In Bruce Wayne: Assassino? viene rinvenuta morta a casa di Bruce, e lui viene accusato dell'omicidio. Nei suoi files si scopre che potrebbe effettivamente essere stato lui, in quanto la donna si era avvicinata molto a scoprirne l'identità segreta. In Bruce Wayne: Fuggitivo Barbara Gordon/Oracolo si accorge che essi erano stati manipolati, e che Vesper ignorava chi si cela dietro la maschera di Batman: la donna era stata assassinata da David Cain per incastrare Wayne, su ordine diretto di Lex Luthor.

### Sasha Bordeaux
- Prima apparizione: Detective Comics n. 751 (dicembre 2000)
- Autori: Greg Rucka, Shawn Martinbrough

Sasha Bordeaux inizialmente è una guardia del corpo di Bruce Wayne. Scoperta la sua identità di vigilante notturno, inizia ad affiancarlo.
Viene incastrata come complice di Bruce durante la saga Bruce Wayne: Assassino?, e durante Bruce Wayne: Fuggitivo viene creduta morta, ma in realtà era stata curata e arruolata nella Checkmate.

### Amina Franklin
- Prima apparizione: Batman n. 659 (gennaio 2007)
- Autori: John Ostrander (testi), Tom Mandrake (disegni)

Amina Franklin era una dottoressa presso lo studio di Leslie Thompkins. Sorella di Wayne Franklin, conobbe Bruce Wayne ad una serata di beneficenza, e lo frequentò per un po'. Quando il fratello morì, fu lei ad identificare il corpo, anche se in realtà il fratello aveva simulato la sua morte. Amina viene braccata da Johnny Karaoke ed il boss Perun, creditori del fratello, ma continua a proteggerlo perché da piccola lui l'aveva salvata dal padre, rapinatore disperato sul punto di uccidere i figli. Nascosta a casa di Bruce, viene rapita dal fratello, che per sfuggire poi da Batman la colpisce con una letale dose di anestetico: muore tra le braccia di Batman e le sue ultime parole sono di fermare il fratello.

## Maestri

### Wildcat
- Alter ego: Ted Grant
- Prima apparizione: Sensation Comics # 1 (gennaio 1942)
- Autore: Bill Finger, Irwin Hasen

Ted Grant era un pugile peso massimo che è stato incastrato per l'omicidio del suo mentore, "Socker" Smith, dai suoi dirigenti corrotti. Dopo l'espulsione dal pugilato e il tempo passato in prigione, Ted decise di redimere il suo nome e diventò Wildcat. Dopo aver portato i veri assassini alla giustizia, Ted ha deciso di continuare la carriera di supereroe, fino a diventare un membro della Justice Society of America.
Dopo il ritiro nel 1951, Ted aprì la sua palestra, dove ha allenato futuri supereroi tra cui Batman, addestrandolo nella lotta (in particolare la boxe) da quando era ragazzo. Il Crociato Incappucciato vede in Wildcat una figura paterna e per questo Ted dà ancora una mano al suo pupillo ogni tanto.

### Lady Shiva
- Alter ego: Sandra Woosan, Sandra Wu-San
- Prima apparizione: Richard Dragon, Kung Fu Fighter n. 5 (dicembre 1975)
- Autore: Dennis O'Neil, Ric Estrada

Lady Shiva è una maestra d'arti marziali che addestra sia Bruce Wayne che Tim Drake.
Durante KnightsEnd, Bruce Wayne si presenta da lei poiché vuole essere ri-addestrato, e lo allena per settimane. Come prova finale, lei uccide un sensei indossando la maschera di Tengu (pipistrello), e la consegna a Wayne: gli allievi del sensei, sette maestri e assassini, cercheranno di vendicare il maestro, così Wayne dovrà sconfiggerli e, come nei desideri di Shiva, finalmente ucciderli. Wayne li sconfigge tutti, fingendo di ucciderne uno col letale colpo del leopardo così da farle credere di averla accontentata.

### Henri Ducard
- Nome originale:
- Prima apparizione: Detective Comics n. 599 (aprile 1989)
- Autori: Sam Hamm (testi), Denys Cowan (disegni)

Henri Ducard è stato uno dei più grandi detective, sicari ed esperti cacciatori del mondo. Ha addestrato un giovane Bruce Wayne mentre questi si trovava a Parigi. Ha addestrato Bruce sia nelle indagini investigative, sia nell'uso di ogni arma da fuoco, sia nel saper cacciare le persone, osservarle ed eventualmente assassinarle. Si è rivelato in seguito un traditore e un corrotto.
Altri media
Nel film di Cristopher Nolan Batman Begins (2005), il personaggio è interpretato da Liam Neeson ma è completamente differente: Ducard, che ha perso la moglie anni prima, è ora un mercenario al servizio della Setta delle Ombre, guidata dal falso Ra's al Ghul, ed addestra Bruce Wayne. Successivamente nel film si scopre essere lui stesso l'antagonista e il vero Ra's al Ghul.

## Avversari

### Dottor Morte
- Nome originale: Doctor Death
- Noto come: Karl Hellfern
- Prima apparizione: Detective Comics n. 29 (1939)
- Autori: Gardner Fox, Bob Kane

Abile chimico, scopre un pericoloso gas mortale, che utilizza per ricattare ed estorcere denaro alle persone ricche. È considerato il primo avversario tradizionale di Batman, e il primo nemico ricorrente.

### Monaco
- Nome originale: Monk
- Prima apparizione: Detective Comics n. 31 (1939)
- Autori: Gardner Fox, Bob Kane

Il Monaco è un vampiro che cerca di uccidere Julie Madison.

### Falena Assassina
- Alter ego: Cameron van Cleer, Drury Walker, sconosciuto
- Prima apparizione: Batman n. 63 (febbraio 1951)
- Autori: Bill Finger, Lew Schwartz
- Cameron van Cleer è un detenuto che, letto un articolo riguardo a Batman, decide di diventarne una nemesi; sotto la fittizia identità di un miliardario filantropo, amico tra l'altro di Bruce Wayne, van Cleer si costruisce una "MothCaverna", una "MothMobile" e un "MothSegnale", al servizio dei criminali di Gotham City. Sempre durante la Silver Age, rapisce Wayne e ne scopre l'identità segreta, ma in seguito ad uno scontro dei criminali, un colpo in testa gli provoca un'amnesia.
- Drury Walker, criminale di mezza tacca, prende il costume di Moth e opera nel team "Misfits" con Catman e l'Uomo Calendario. Nella saga Il male si scatena, Walker riceve dal demone Neron alcuni poteri e diventa Charaxes.

In Batman n. 652 compare un nuovo Killer Moth, che affronta Robin, ma la cui identità non viene svelata.
Nel videogioco Batman: Arkham Asylum (2009), si può sbloccare la sua biografia risolvendo gli indovinelli dell'Enigmista.

### Maxie Zeus
- Alter ego: Maximillian Zeus
- Prima apparizione: Detective Comics n. 483 (maggio 1979)
- Autore: Dennis O'Neil

Maximillian Zeus uomo mite ed esile, insegnante di storia appassionato di mitologia greca, dopo la morte della moglie perde la propria sanità mentale, con il nome di Maxie Zeus diviene un signore del crimine e questo lo porta a scontrarsi spesso con Batman.
Nel videogioco Batman: Arkham Asylum, si può sbloccare la sua biografia risolvendo gli indovinelli dell'Enigmista.

### Firefly
- Alter Ego: Garfield Lynns
- Prima apparizione: Detective Comics n. 184 (giugno 1952)
- Autori: France Herron, Dick Sprang

Garfield Lynns era tra i migliori tecnici di effetti speciali di Hollywood, specializzato negli effetti pirotecnici; diventò prima piromane per soldi, e poi per gusto personale.
- Fa un piccolo cameo in un filmato del videogioco Batman: Gotham City Racer (2001).
- Nel videogioco Batman: Arkham Asylum (2009), si può sbloccare la sua biografia risolvendo gli indovinelli dell'Enigmista.
- Appare nel videogioco DC Universe Online (2011).
- Compare come uno degli antagonisti in Batman: Arkham Origins
- Compare come uno degli antagonisti in Batman: Arkham Knight

### Uomo Calendario
- Nome originale: Calendar Man
- Alter ego: Julian Day
- Prima apparizione: Detective Comics n. 259 (settembre 1958)
- Autori: Bill Finger

Julian Day è un criminale ossessionato dalle date, i cui reati avvenivano in coincidenza di festività o ricorrenze, e nelle sue prime apparizioni, indossava un costume inerente alla data.
Dimenticato dai fan e dagli autori fino a Crisi sulle Terre infinite, l'Uomo Calendario riapparve nel team "Misfits" con Catman e Killer Moth.
Nella saga Il lungo Halloween, il personaggio appare come una specie di Hannibal Lecter, ossia conosce l'identità di Festa, e fornisce indizi a Batman per arrivare alla soluzione. Ricompare poi anche in Vittoria oscura.
Durante Knightfall riesce a fuggire da Arkham con altri detenuti, ma viene presto catturato da Power Girl.
Nel volume 80 Page Giant Batman Special Edition (giugno 2000), Day compie crimini potenziato da un'attrezzatura tecnologica.
- Nel videogioco Batman: Arkham Asylum (2009), si può sbloccare la sua biografia, risolvendo gli indovinelli dell'Enigmista.
- L'Uomo Calendario fa un cameo nel seguito di Batman: Arkham Asylum, Batman: Arkham City (2011).
- Una storia che spiega che fine abbia fatto l'Uomo Calendario dopo gli eventi di Batman: Arkham City la si può trovare in Batman: Arkham Knight risolvendo uno degli indovinelli dell'Enigmista.

### Humpty Dumpty
- Alter ego: Humphry Dumpler
- Prima apparizione: Arkham Asylum: Living Hell n. 1 (luglio 2003)
- Autori: Dan Slott, Ryan Sock

Soprannominato "Humpty Dumpty" per via della sua enorme mole rotonda, Humpry Dumpler è ossessionato dalla mania di smontare e rimontare qualsiasi cosa. Inizialmente i suoi reati consistevano nello smontaggio di piccoli congegni meccanici, poiché Dumpler non era più in grado di rimontarli dopo averli smontati. In un momento di follia fece a pezzi la nonna, cercando invano di rimontarla. Viene considerato come uno dei detenuti modello di Arkham, vista la sua natura pacifica che la grossa mole che intimidisce chiunque gli stia vicino.
Nel videogioco Batman: Arkham Asylum (2009), si può sbloccare la sua biografia, risolvendo gli indovinelli dell'Enigmista.

### Tweedledum e Tweedledee
- Alter ego: Dumfree e Deever Tweed
- Prima apparizione: Detective Comics n. 74 (aprile 1943)
- Autori: Bob Kane, Jerry Robinson, Don Cameron

I cugini Dumfree e Deever Tweed condividevano entrambi tendenze criminali e una fissazione per i personaggi di Pincopanco e Pancopinco tratti dal libro Attraverso lo specchio e quel che Alice vi trovò dell'autore Lewis Carroll oltre che una forte ammirazione per Jarvis Tech, alias il Cappellaio Matto. Passano il loro tempo ad architettare piani assurdi ed eccessivi per intrappolare Batman.
In Detective Comics n. 841 si unirono assieme al Cappellaio Matto e ad altri fissati dei libri di Carroll per formare la Banda delle Meraviglie.
Nel videogioco Batman: Arkham Asylum (2009), si può sbloccare la loro biografia, risolvendo gli indovinelli dell'Enigmista.

### Dottor Phosphorus
- Alter ego: Alex Sartorius
- Prima apparizione: Detective Comics n. 469 (1977)
- Autore: Steve Englehart, Walter Simonson

Alex Sartorius era un imprenditore che finanziò la costruzione di una centrale nucleare a Gotham City, ma venne in realtà truffato dai suoi soci, e la centrale esplose. L'incidente, che lo coinvolse, trasformò il suo corpo e lo rese a base di fosforo ed incandescente, poiché il fosforo bianco brucia a contatto con l'aria. Per vendetta cercò di avvelenare l'acquedotto della città, ma Batman intervenne, e l'uomo fu creduto morto.
Successivamente (Detective Comics n. 825, gennaio 2007) riuscì a liberarsi dal laboratorio in cui il dott. Church, suo vecchio socio, lo stava studiando. Ucciso Church, si mise sulle tracce degli altri soci: ustiona a morte il dott. Bell, e irrompe al Penitenziario di Blackgate dove è rinchiuso Rupert Thorne, ma viene nuovamente fermato da Batman, che lo blocca con del bicarbonato di sodio, e rinchiuso ad Arkham.

### Prometheus
- Alter ego: Ignoto
- Prima apparizione: Prometheus n. 1 (dicembre 1997)

Prometheus rappresenta una vera e propria versione criminale di Batman: venne cresciuto da dei criminali che in seguito vennero uccisi sotto i suoi occhi durante uno sparatoria con la polizia. L'uomo, che sarebbe poi divenuto Prometheus, ha deciso di perfezionarsi in ogni forma di omicidio viaggiando per il mondo in modo da attuare la sua vendetta contro le forze dell'ordine, sottoponendosi ad un rigido addestramento sia fisico che mentale, esattamente come quello di Bruce Wayne. Indossa una tuta rinforzata in modo da potenziare le proprie capacità naturali, e soprattutto un casco che replica ogni capacità dei migliori artisti marziali al mondo, inclusi Batman e Lady Shiva.
Nel videogioco Batman: Arkham Asylum (2009), si può sbloccare la sua biografia, risolvendo gli indovinelli dell'Enigmista.

### Mietitore
- Nome originale: Reaper
- Prima apparizione: 'Batman' n. 237 (dicembre 1971)
- Autori: Mike W. Barr, Alan Davis

Il Mietitore è una sorta di vigilante armato di pistole e lame, che sceglieva le sue vittime tra i delinquenti di Gotham City, assassinando anche chi, come le forze dell'ordine, lo ostacolava nella sua sete di "giustizia".
Il costume del Mietitore fu indossato dapprima da Judson Caspian, che creò il vigilante poiché perse la moglie, uccisa da un delinquente; il secondo fu Joe Chill jr, figlio di Joe Chill (l'assassino di Thomas e Martha Wayne, genitori di Bruce Wayne/Batman), che rubò il cadavere e il costume a Caspian, il quale uccise suo padre Joe Chill sr.

### KGBestia
- Nome originale: KGBeast
- Alter ego: Anatoli Knyazev
- Prima apparizione: Batman n. 417 (marzo 1988)
- Autori: Jim Starlin, Jim Aparo

L'assassino russo Anatoli Knyazev, nome in codice "La Bestia", fa parte di una cellula del KGB, "The Hammer"; si suppone che abbia assassinato almeno 200 persone, tra cui Anwar El Sadat.
In Le dieci notti della Bestia (Ten Nights of The Beast), la KGBestia viene inviata negli Stati Uniti per assassinare alcuni promoti dello "Scudo stellare". In uno scontro con Batman, il killer si vede costretto ad amputarsi una mano per fuggire, e la rimpiazza con una cibernetica.

### Uomo Corrosivo
- Nome originale: Corrosive Man
- Alter ego: Derek "Deke" Mitchel
- Prima apparizione: Detective Comics n. 587 (giugno 1988)
- Autori: John Wagner e Alan Grant (testi), Norm Breyfogle (disegni)

Deke Mitchell è un pluriomicida che, durante il tentativo di assassinare Mortimer Kadaver, rimane coinvolto in un incidente che gli modifica il metabolismo, e la sua pelle inizia a secernere acido.

### Cornelius Stirk
- Prima apparizione: Detective Comics n. 592 (novembre 1988)
- Autori: Alan Grant (testi), Norm Breyfogle (disegni)

Cornelius Stirk soffre di una disfunzione dell'ipotalamo, che può essere aiutata da alcuni ormoni presenti nel cuore umano; possiede poteri ipnotici e psionici, e se ne serve per irretire le sue vittime, avvicinandole, al fine di strappar loro il cuore, e poi mangiarlo.

### Carnaio
- Nome originale: Abattoir
- Alter ego: Arnold Etchinson, Arnold Etkar
- Prima apparizione: Detective Comics n. 625 (gennaio 1991)

Arnold Etchinson, serial killer noto come Carnaio, è ossessionato dalla sua famiglia, e cerca di uccidere tutti i suoi parenti al fine di succhiarne il midollo osseo. Il cugino Henry Etchinson lo costringe anche a cambiare cognome in Etkar. Viene arrestato da Batman dopo 20 vittime.
Fuggito da Arkham (durante la saga Knightfall), torna ad uccidere e cerca di rapire il cugino Graham Etchinson, figlio di Henry, mentre questi accompagna in campeggio degli orfani. Batman/Jean Paul Valley salva l'uomo e i bambini, ma Carnaio gli sfugge fugge; sconfigge poi alcuni sicari ingaggiati dal cugino Henry, ex candidato sindaco in carcere per finanziamenti illeciti, che intende proteggere il figlio Graham non per amore paterno, bensì perché intestatario di un fondo fiduciario (con il padre in prigione e il figlio morto, secondo la Legge il denaro sarebbe passato alla Contea, e quindi perduto). Per una casualità, Carnaio trova il nascondiglio di Preston Payne, Lady Clady e del loro figlio Minosse, e prende in ostaggio il piccolo chiedendo ai genitori di consegnargli Graham. Batman/Jean Paul arresta i Clayface ma non riesce ad impedire il rapimento. Scovato poi il nascondiglio di Carnaio, Batman/Jean Paul lo bracca, e quando il criminale rimane appeso in procinto di cadere dentro un bacino di una fonderia, Batman/Jean Paul rimane intontito dal Sistema, ed indeciso tra il salvarlo e l'ucciderlo, lo lascia precipitare e morire.

### Riscossore
- Nome originale: Tally Man
- Prima apparizione: Shadow of the Bat n. 19 (ottobre 1993)
- Autore: Alan Grant

Il Riscossore è un sicario e killer a pagamento.
Dopo una triste infanzia, uccide un uomo che minacciava lui e la madre. Viene arrestato e uscito di prigione, scopre la sorella morta e la madre suicidata.
Si è scontrato la prima volta contro Batman/Jean Paul Valley, il quale gli ha lasciato una cicatrice a forma di pipistrello sul petto. Quando rincontra Batman/Dick Grayson, cerca di vendicarsi.
Nella saga Un anno dopo, un sicario originario dell'Africa chiamato Riscossore uccide alcuni criminali, tra cui il Ventriloquo.

### Festa
- Nome originale: Holiday
- Prima apparizione: Batman: the long Halloween (1996)
- Autori: Jeph Loeb, Tim Sale

Festa è il killer che per circa un anno tenne in scacco Batman e le forze di polizia. Utilizzando una calibro 22, assassinava in corrispondenza di alcune ricorrenze.
Le sue vittime furono:
- Johnny Viti, nipote di Carmine Falcone (Halloween)
- Gli Irlandesi (Giorno del ringraziamento)
- Milos Grapa, guardia del corpo di Falcone (Natale)
- Alberto Falcone (Capodanno)
- Alcuni boss criminali (Giorno di san Valentino)
- Alcuni sgherri di Sal Maroni (Giorno di San Patrizio)
- Solo un tentato omicidio contro l'Enigmista (Pesce d'aprile)
- The Gunsmith (Festa della mamma)
- Luigi Maroni, padre di Sal (Festa del papà)
- Il coroner Jasper Dolan (Festa dell'Indipendenza Americana)
- Carla Viti (Giorno del compleanno di Carmine "Romano" Falcone)
- Salvatore Maroni (giorno del lavoro)
- L'assistente di Dent, Vernon Fields (Halloween)

L'identità di Festa non venne mai chiarita, sebbene si sia sospettato di Alberto Falcone, Harvey Dent, Gilda Dent, Sal Maroni, Selina Kyle e Carla Viti. Alla fine della storia, nonostante Alberto abbia affermato di essere il killer e si sia pensato che fosse stato anche Dent ad uccidere, facendo dunque credere che gli assassini fossero due, si scopre che Festa in realtà era proprio la moglie di Dent, Gilda, che per togliere un po' di lavoro e di stress al marito aveva pensato proprio di uccidere alcuni dei tanti mafiosi di cui il marito si stava occupando.

### Impiccato
- Nome originale: Hangman
- Prima apparizione: Batman: Dark Victory (2000)
- Autori: Jeph Loeb, Tim Sale

L'Impiccato fu un killer che assassinava impiccando le sue vittime con un cappio al collo, e lasciava sul luogo del delitto un messaggio, scritto su documenti rubati dall'archivio di Harvey Dent e decifrabile, appunto, grazie al gioco dell'impiccato.
Le sue vittime furono:
- Il capo della polizia Clancy O'Hara
- L'ex commissario Gillian B. Loeb
- Il detective Flass
- Il tenente Branden
- Il sergente Frank Pratt
- Stan Merkel
- Commissario James Gordon (poi salvato dal cappio)
- Il detective Henry Gustavson
- Il detective Mark O'Connor
- Il capitano David King
- Detective Laureen Wilcox
- Alberto Falcone
- Harvey Dent

### Whisper A'Daire
- Prima apparizione: Detective Comics n. 743 (aprile 2000)
- Autore: Greg Rucka

Whisper A'Daire è una donna al soldo di Ra's al Ghul, con elevate capacità seduttive e manipolative, ed è una mutaforma grazie ad un siero di Ra's, che la rende metà donna e metà serpente.
Affiancata da Kyle Abbot, rende suo schiavo il capo della gang "La mano fortunata" Ekin Tzu, e si scontra con Batman.
Durante 52 appare in combutta con la Intergang, ed in seguito affronta Question e poi Nightwing.

### Kyle Abbot
- Prima apparizione: Detective Comics n. 743 (aprile 2000)
- Autore: Greg Rucka

Kyle Abbot è una sorta di guardia del corpo per Whisper A'Daire, anch'egli al servizio di Ra's al Ghul ed è, grazie ad un siero di Ra's, un mutaforma, un lupo mannaro.

### Orca
- Alter ego: dott. Grace Balin
- Prima apparizione: Batman n. 579 (luglio 2000)
- Autore: Larry Hama

La biologa marina Grace Balin lavorava all'acquario di Gotham City, conducendo esperimenti sui tessuti generativi delle orche; quando la struttura si ritrova senza fondi, si sottopone lei stessa agli esperimenti, trasformandosi in un essere di enorme forza e grandi capacità di nuotare.
Nella saga Un anno dopo, Orca viene ritrovata cadavere, e Batman cerca di capire chi l'abbia assassinata. Scopre che stava lavorando per il Pinguino assieme ad altri villains. Appare più volte come cameo in LEGO Batman - Il film (2017).

### Grande Squalo Bianco
- Nome originale: Great White Shark
- Alter ego: Warren White
- Prima apparizione: Arkham Asylum: Living Hell n. 1 (luglio 2003)
- Prima apparizione italiana: Batman la leggenda. 41: Nel palazzo della follia
- Autori: Dan Slott (testi), Ryan Sook (disegni)

L'affarista Warren White, soprannominato Grande Squalo Bianco per il suo modo di condurre gli affari, viene arrestato per frode, ed evita la galera fingendosi pazzo, ma venendo rinchiuso in una cella dell'Arkham Asylum. Lì viene rinchiuso nella cella di Mr. Freeze, che gli causa una serie di cicatrici che rendono il suo volto simile difatti ad uno squalo, quindi impazzisce, trasformandosi in uno dei maggiori criminali che controllano i racket di Gotham.
Nel videogioco Batman: Arkham Asylum (2009), si può sbloccare la sua biografia, risolvendo gli indovinelli dell'Enigmista.

### Grotesk
- Alter ego: dott. Wayne Franklin
- Prima apparizione: Batman n. 659 (gennaio 2007)
- Autori: John Ostrander (testi), Tom Mandrake (disegni)

Il dottor Franklin, brillante chirurgo plastico, lavorò per l'azienda chirurgica Tremayne nella realizzazione dell'iGore, rivoluzionario braccio cibernetico-robotico finalizzato alle operazioni chirurgiche condotte a distanza. Morì nell'esplosione del suo laboratorio, ed il suo corpo fu identificato dalla sorella Amina. Due giorni dopo la morte, l'azienda rivale Omnimed annunciò un dispositivo identico all'iGore, il Mimic.
Nel giro di due mesi, Franklin uccide i finanziatori dell'iGore, e ad ogni vittima, strappa un pezzo di faccia per cucirsi una maschera. L'assassino, ancora senza identità, viene soprannominato dai media "Grotesk". Dopo Donny Lucido, usuraio malavitoso legato al boss russo Perun, George Williamson, imprenditore afroamericano soprannominato "il Bruce Wayne Nero", Jacqui Tremayne, e il dottor Myles Strane, entrambi della Omnimed, Batman scopre che Franklin aveva scoperto di soffrire del malattia di Parkinson, e che dopo aver realizzato l'iGore, e per sfuggire ai suoi creditori aveva simulato la sua morte, coinvolgendo il barbone Henry Jones (il corpo identificato dalla sorella come il suo) e finendo ustionato e menomato.
Quando rapisce la sorella, Batman interviene, ma Grotesk la paralizza con un anestetico, e la donna muore. Dopo una lotta con l'uomo pipistrello, scompare congelato tra le acque del porto di Gotham.

### Johnny Karaoke
- Prima apparizione: Batman n. 660 (febbraio 2007)
- Autori: John Ostrander (testi), Tom Mandrake (disegni)

Johnny Karaoke è uno yakuza che agisce tirando di scherma e cantando canzoni. Scortato da quattro guardie del corpo, belle e letali donne chiamate "Geisha Grrls" e ribattezzate J.Lo, Brittany, Beyonce e Mariah, irrompe nell'azienda farmaceutica Omnimed con lo scopo di recuperare il dispositivo chirurgico Mimic, progetto rubato e copiato dall'iGore, che lo stesso Karaoke aveva finanziato; ostacolato da Batman, si uccide a vicenda con il capo della mafia russa Perun, anche lui finanziatore dell'iGore.

### Kabuki Twins
- Prima apparizione: The Batman (Agosto 2008)

Le Kabuki Twins sono le assistenti del Pinguino, lo aiutano nei suoi malvagi piani. Sono snelle e atletiche, indossano delle tute rosa che le ricopre dalla testa ai piedi, delle maschere Kabuki bianche e presentano grossi artigli alle dita. Non sono mai state viste in volto, né hanno mai parlato.

### Dollmaker
- Alter ego: Barton Mathis
- Prima apparizione: Detective Comics Vol 2 #1 (Novembre 2011)
- Autori: Tony S. Daniel, Ryan Winn

Il Dollmaker è un nemico di Batman, comparso per la prima volta nel novembre 2011 sulla testata Detective Comics. È un folle chirurgo sociopatico, esperto nel creare dei mostri sovrumani geneticamente modificati con caratteristiche omicide. Una sua particolare caratteristica è quella di indossare una maschera fatta con la pelle dei cadaveri, incluso alcune parti del viso del suo defunto padre.
Appare come nemico di Freccia Verde nella serie televisiva di Arrow, dove viene interpretato da Michael Eklund. Nella serie, è un serial killer che uccide giovani donne per soffocamento, per poi vestirle e metterle in posa come delle bambole. In questa occasione, il suo nome viene tradotto letteralmente come "Il Fabbricante di bambole".
Il Fabbricante compare anche nella serie televisiva Gotham, dove viene interpretato dall'attore Colm Feore. È la mente dietro ai rapimenti di molte persone, in particolare bambini, che vengono rapiti dai due dei suoi scagnozzi, Patti e Doug, per alimentare il commercio di organi di cui lui è il capo. Nella serie, il suo nome è Francis Dulmacher, dove il cognome è una germanizzazione del titolo con il quale viene chiamato.

### Artiglio
- Alter ego: William Cobb
- Prima apparizione: Batman Vol 2 #2 (Dicembre 2011)
- Autori: Scott Snyder, Greg Capullo

Artiglio è un super-assassino altamente qualificato della Corte dei Gufi. Sostiene di aver ucciso diversi membri della famiglia Wayne, compreso Alan Wayne. Talon viene inviato dalla setta segreta per assassinare Bruce Wayne, perfettamente a conoscenza della sua identità segreta. Dopo alcuni svariati scontri, il Talon viene sconfitto da Batman. La setta, successivamente alla sconfitta del loro assassino, organizza un attacco di massa contro Gotham City, utilizzando un esercito di altri assassini simili al Talon originale. Assassineranno svariati cittadini di Gotham, attaccheranno inoltre Bruce Wayne nella propria casa e tutti i suoi alleati. Il Talon è un assassino metaumano con fattore rigenerante, prestanza fisica sovrumana e formidabile bravura nelle arti marziali. È il miglior assassino della Corte dei Gufi, addestrato nell'utilizzo di qualunque arma bianca e da lancio.

### NoBody
- Alter ego: Morgan Ducard
- Prima apparizione: Batman & Robin Vol 2 # 1 (Novembre 2011)
- Autori: Peter Tomasi, Patrick Gleason

Morgan Ducard è un nemico di Batman. Figlio di Henri Ducard, assassino di fama mondiale, che anni prima aveva addestrato Batman a Parigi. Si presenta a Gotham City intenzionato a vendicarsi di Bruce Wayne. È uno dei pochi villain a conoscenza della seconda identità di Bruce. Ducard è equipaggiato con una tuta hi-tech in grado di generare onde ad ultrasuoni di grande potenza, oltre ad un sistema stealth che lo rende invisibile. È un formidabile assassino, combattente, esperto in ogni tipo di arma. Verrà battuto da Batman e successivamente ucciso da Robin (Dick Grayson) con una particolare tecnica d'arti marziali.

### Saiko
- Alter Ego: Raymond McCreary
- Prima apparizione:: Nightwing Vol 3 #1 (Novembre 2011)
- Autori: Kyle Higgins, Eddy Barrows

Saiko è un nemico principalmente di Nightwing nell'universo batmaniano. Raymond era un acrobata del circo Haly ai tempi nel quale lo era anche Dick Grayson (alias Nightwing). Alla successiva morte dei genitori di Dick e all'adozione del ragazzo da parte di Bruce Wayne, la Corte dei Gufi, avendo perso un promettente candidato come Grayson, decidono di puntare verso Raymond e addestrarlo per farlo diventare un nuovo assassino. Verrà tuttavia respinto dalla Corte e abbandonato in un bosco, dove, creduto morto, fu ferito da alcuni uccelli spazzini, che gli lasciarono delle cicatrici distintive alla base degli occhi. Anni dopo, ormai adulto, assume l'identità di Saiko, un supercriminale, andando subito a Gotham City intento a vendicarsi di Dick. Durante il suo attacco, scoprirà che Dick è il supereroe Nightwing. Dopo diversi combattimenti tra i due, Dick avrà la meglio, e Raymond, senza dare soddisfazione al suo avversario, decide di suicidarsi. Saiko è caratterizzato da avere una tuta con giubbotto antiproiettile personalizzato che gli concede ottime protezione contro impatti fisici, armi da fuoco e alte temperature. Ha due artigli affilatissimi e molto lunghi che gli fuoriescono dalle nocche. È un eccellente combattente corpo a corpo, fa utilizzo di gadgets, è un esperto marksman e ha capacità fisiche perfette, in particolare velocità e agilità che sono metaumane. Dick lo ha considerato ancora più agile e veloce di lui.

### Re dei Condimenti
- Alter Ego: Mitchell Mayo
- Prima apparizione: Cartone animato “Batman: The Animated Serie” #83 (Novembre 1994)
- Autori: Paul Dini, Randy Rogel

Il Re dei Condimenti (Condiment King, anche tradotto in Re del condimento nel doppiaggio italiano) è un nemico di Batman. Creato da Paul Dini e Randy Rogel, fa la sua prima apparizione del novembre del 1994, nell'episodio n. 83 della serie animata Batman. Si tratta di un personaggio piuttosto bizzarro il cui vero nome è Mitchell Mayo. Il Re dei Condimenti è presente anche in LEGO Batman - Il film e nei videogiochi DC Super Villains e LEGO Batman 3. Veste con una calzamaglia celeste e le sue armi sono due pistole che sparano condimenti piccanti.

## Animali

### Asso
- Nome originale: Ace the Bat-Hound
- Prima apparizione: Batman # 92 (Giugno 1955)

Il cane pastore tedesco del Dinamico Duo, diviene membro effettivo della Bat-Family dopo essere stato salvato dall'affogamento. Compare anche in Batman of the Future e in Krypto the Superdog.

### Iside
- Nome originale: Isis
- Prima apparizione: Batman # The Cat on the Claw (Settembre 1992)

Iside è la gatta di Catwoman. In Krypto the Superdog è una siamese ladra e ammaliatrice.

### Bud e Lou
- Prima apparizione: Batman (1992)

Le iene domestiche del Joker e di Harley Quinn. Il loro nome deriva dai nomi originali del duo comico Gianni e Pinotto. Nella serie animata non avevano nome, vengono semplicemente chiamati affettuosamente da Harley "bambini" (babies, tradotto anche come "tesorini"). Compaiono come antagonisti in Krypto the Superdog. Fanno una breve apparizione in Batman: Arkham City, uccisi e imbalsamati dal Pinguino per farne un'attrazione del suo museo.

### Gli uccelli del Pinguino
- Nome originale: The Bad News Birds
- Prima apparizione: Krypto the Superdog (2005)

Gli uccelli del Pinguino, il loro compito è assisterlo ai suoi piani complicati e loschi. Sono composti da un pulcinella di mare, un avvoltoio e un pinguino.